# Sonic Eraser
Sonic Eraser (яп. ソニックイレイザー Соникку Ирэидза:) — видеоигра серии Sonic the Hedgehog в жанре головоломка, разработанная студией Sonic Team и изданная компанией Sega в 1991 году для Sega Meganet — модема для Sega Mega Drive в Японии. Игра впоследствии появилась в Интернете в 2004 году.
Sonic Eraser представляет собой головоломку, в которой подобно тетрису необходимо очищать игровое поле от падающих блоков. Игра также предлагает различные режимы для одного игрока и возможность многопользовательской игры для двоих игроков или против компьютера.
Sonic Eraser разработана Sonic Team и была издана только на территории Японии. Игру также планировали включить в сборник Sonic Gems Collection, но в итоге не вошла в него. Отзывы о Sonic Eraser были положительными. Похвалы удостоились игровой процесс и многопользовательская игра, но критике подверглись графика и музыка.

## Игровой процесс
Всего в Sonic Eraser предлагаются три варианта игры: для одного или двух игроков, на двоих (друг против друга) и против компьютера. Игровой процесс представляет собой вариацию тетриса, где сверху падают блоки. Необходимо располагать блоки таким образом, чтобы они совпадали по цвету, после чего они исчезают, очищая игровое поле. При заполнении блоками всего поля, игра заканчивается.
В варианте для одного или двух игроков предлагается четыре режима. В «Normal Mode» игра продолжается до тех пор, пока блоки не заполнят весь экран. Чем лучше игрок играет, тем выше будет уровень сложности — блоки будут падать с большей скоростью. Иногда во время игры может появляться Соник, который очищает поле от некоторой части блоков. «Doubt Mode» такой же, как и обычный режим за исключением того, что блоки белого цвета не будут падать, а образуются из других упавших. «Round Mode» состоит из десяти постепенно усложняющихся этапов, в которых нужно очистить игровое поле от блоков. «Block Mode» позволяет рассмотреть, какие блоки будут падать следующими, а сами блоки рассыпаются только в случае совпадения их цветов.
В режиме на двоих игроков или против компьютера побеждает тот, у кого игровое поле не заполнено блоками, а у противника заполнено. Если во время игры сделать комбинацию из нескольких совпавших по цвету блоков, то противник будет подвержен атаке и на время потеряет возможность управлять блоками, причём, чем больше будет комбинация, тем выше урон противнику. Помимо блоков основных цветов, также присутствуют блоки со знаками вопроса, которые при соприкосновении с другими становятся цветными.

## Разработка и выход игры
Головоломка была разработана командой Sonic Team в 1991 году, которая в то время создала успешную игру Sonic the Hedgehog для своей консоли Sega Mega Drive/Genesis, а ёж Соник стал талисманом компании Sega. Игровой процесс проекта был вдохновлён другой головоломкой компании Sega — Columns. Sonic Eraser была выпущена только на территории Японии для сетевого модема Sega Meganet в сервисе Sega Game Toshokan, и поэтому была выпущена только цифровая копия игры, а на картриджах никогда не издавалась.
Sonic Eraser малоизвестна в Европе и Северной Америке из-за отсутствия релиза игры в этих регионах и низкой популярности Sega Meganet. Тем не менее, игра в 2004 году была выложена в Интернет и стала доступна на японском официальном сайте компании Sega за небольшую плату. Позже Sonic Eraser была взломана и стала распространена в свободном доступе. Игра впоследствии была переведена на английский язык. Sonic Eraser также планировали включить в сборник Sonic Gems Collection, однако в финальной версии из-за проблем с эмуляцией она не появилась, хотя в самом сборнике можно найти документацию к игре.

## Оценки и мнения
Обозреватель испанского сайта VicioJuegos.com поставил Sonic Eraser оценку 7,5 баллов из 10 и отозвался следующим образом: «Сама игра не является чем-то особенным, но она может развлечь игрока в свободное время». Из достоинств критик отмечает несложный, «идеально подходящий для быстрых головоломок» игровой процесс и интересную многопользовательскую игру, но критикует простую, даже для головоломки, графику и скучную музыку.